# Virus bại liệt
Virus bại liệt hay poliovirus là tác nhân gây bệnh bại liệt. Virus này là một kiểu huyết thanh của loài Enterovirus C thuộc họ Picornaviridae.
Virus bại liệt có cấu tạo gồm một bộ gen RNA và lớp vỏ bọc protein. Bộ gen này là bộ gen RNA dương (+) sợi đơn dài khoảng 7500 nucleotide. Hạt virut có đường kính khoảng 30 nm và đối xứng hai mặt. Do có bộ gen ngắn và cấu tạo đơn giản, chỉ có lõi RNA và một lớp vỏ bao protein hình khối hai mươi mặt bao bọc xung quanh nên virus bại liệt được công nhận rộng rãi là loại virus đơn giản nhất.
Poliovirus được Karl Landsteiner và Erwin Popper phân lập lần đầu vào năm 1909. Một nhóm nghiên cứu tại Đại học Birkbeck do Rosalind Franklin đứng đầu đã làm sáng tỏ cấu tạo của vi rút bai liệt bằng cách sử dụng nhiễu xạ qua X quang. Kết quả cho thấy vi rút bại liệt có cấu trúc đối xứng hình khối 20 mặt.
Năm 1981, hai nhóm nhà nghiên cứu khác nhau từ MIT và Đại học Stony Brook đã công bố bộ gen của virus bại liệt. Virus bại liệt là một trong những loại virus có được mô tả đặc điểm kĩ nhất và đã trở thành một hệ thống kiểu mẫu hữu ích để tìm hiểu về đặc tính sinh học của các virus RNA.